# Yeongdeungpo-gu
Yeongdeungpo-gu är ett av de 25 stadsdistrikten (gu) i Seoul, Sydkoreas huvudstad. Även om ursprunget till namnet är osäkert, tros två första stavelserna vara från "yeongdeung" (靈 登) eller "gudomlig uppstigning", en shamansk rit. Den tredje stavelsen är "po", som representerar bank i en flod (浦), med hänvisning till distriktets position vid floden Han. Vid slutet av 2020 hade distriktet 407 367 invånare.
Yeoui-dong på ön Yeouido är den största stadsdelen i distriktet och utgör cirka 34 % av ytan. Den totala ytan är 24,55 km² (2020), som utgör 4 % av Seouls landyta. Den årliga budgeten är ca 2 miljarder won.
Yeongdeungpo-gu har utvecklats kraftigt som ett kontors- och bostadsområde. I Yeoui-dong ligger 63 Building, den högsta kontorsbyggnaden i Sydkorea och för närvarande[när?] den 3:e högsta byggnaden i landet. Nationalförsamlingen ligger i Yeoui-dong. Det finns också massmediebolag i området, bland annat; Kookmin Newspaper Corporation; Munhwa Broadcasting Corporation och Korean Broadcasting System.

## Administrativ indelning
Yeongdeungpo-gu är indelat i 18 stadsdelar (dong):
Daerim 1-dong,
Daerim 2-dong,
Daerim 3-dong,
Dangsan 1-dong,
Dangsan 2-dong,
Dorim-dong,
Mullae-dong,
Singil 1-dong,
Singil 3-dong,
Singil 4-dong,
Singil 5-dong,
Singil 6-dong,
Singil 7-dong,
Yangpyeong 1-dong,
Yangpyeong 2-dong,
Yeongdeungpo-dong,
Yeongdeungpobon-dong och
Yeoui-dong.